# Luísa Costa Gomes
Luísa da Gama da Costa Gomes (Lisboa, 16 de Junho de 1954) é uma escritora, dramaturga e tradutora portuguesa.

## Biografia
Filha de Francisco Dias Costa Gomes e de sua mulher Noémia Maria de Albuquerque Sanches da Gama (Lisboa, 31 de Maio de 1933) e neta materna de Eugénio de Albuquerque Sanches da Gama (Coimbra, 1890 - Lisboa, 1964) e de sua mulher Noémia Judite Ferro de Beça (Luanda, 14 de Julho de 1904 - Lisboa, 10 de Junho de 1975).
Oriunda de uma família de militares, fez os estudos secundários no Instituto de Odivelas. Licenciada em Filosofia na Universidade de Lisboa, foi professora do Ensino Secundário. 
Iniciou-se como escritora ao publicar 13 Contos de Sobressalto (1981), e daí em diante escreveu contos, romances e teatro. Autora de crónicas, colaborou com os jornais O Independente, Público e Diário de Notícias. Faz tradução literária, nomeadamente para teatro, e foi responsável pela edição da revista Ficções, dedicada à divulgação do conto, quer de autores estrangeiros, quer de autores portugueses. 
Destaque também para a realização de trabalhos em parceria, como é o caso do romance O Defunto Elegante, com Abel Barros Baptista, do libreto para O Corvo Branco, ópera de Philip Glass com encenação de Bob Wilson, estreada durante a Expo 98, em Lisboa, ou da cantata Sobre o Vulcão, com música de Luís Bragança Gil. 

## Prémios e Reconhecimento
Foi distinguida com vários prémios, entre eles: 
- 1988: Prémio D. Dinis da Fundação da Casa de Mateus, pelo romance O Pequeno Mundo. [5]

- 1994: Prémio Máxima de Literatura pela escrita de Olhos Verdes.

- 2010: Prémio Fernando Namora com o romance Ilusão ou O Que Quiserem. [6]

- 2022: Prémio Literário Casino da Póvoa com o livro de contos Afastar-se. [7]

## Obras
Entre as suas obras encontram-se: 

### Ficção
- Treze Contos de Sobressalto. Amadora: Bertrand, 1981.
- Arnheim & Desirée: mitos para o século vinte. Lisboa: Difel, 1983.
- O Gémeo Diferente. Lisboa: Difel, 1984.
- O Trono e o Domínio (com Rui Romão). Lisboa: Rolim, 1985.
- O Pequeno Mundo. Lisboa: Quetzal, 1988.
- Vida de Ramón. Lisboa: Dom Quixote, 1994.
- Olhos Verdes. Lisboa: Dom Quixote, 1994.
- O Defunto Elegante (com Abel Barros Baptista). Lisboa: Relógio d’Água, 1996.
- Contos outra vez: 1984-1997. Lisboa: Cotovia, 1997.
- Educação para a tristeza. Lisboa: Presença, 1998.
- Império do amor. [S.l.]: Tinta Permanente, 2001.
- José Matias: entretém para quatro mulheres. Lisboa: Ensemble, 2002.
- A galinha que cantava ópera e outras histórias de animais. Lisboa: Dom Quixote, 2005.
- A Pirata. Lisboa: Dom Quixote, 2006.
- Trava-línguas. Lisboa: Dom Quixote, 2006.
- Setembro e outros contos. Lisboa: Dom Quixote, 2007.
- Dom Mínimo, o Anão enorme e outras histórias. Alfragide: Texto, 2009.
- Ilusão (ou o que quiserem). Lisboa: D. Quixote, 2009.
- 1910: uma antologia literária, [et al.]. Alfragide: Dom Quixote, 2010.
- Cláudio e Constantino: novela rústica em paradoxos. Alfragide: D. Quixote, 2014.
- Florinhas de Soror Nada: a vida de uma não-santa. Lisboa: Alfragide, Dom Quixote, 2018.

### Teatro

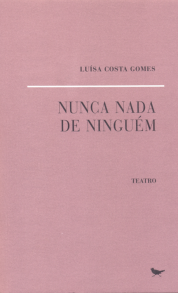

- Nunca Nada de Ninguém. Lisboa: Cotovia, 1991.

- Ubardo, seguido de A minha Austrália. Lisboa: Dom Quixote, 1993.
- Clamor (sobre textos de Vieira). Lisboa: Cotovia, 1994.
- Duas comédias: Um filho, seguido de A vingança de Antero ou boda deslumbrante. Lisboa: Relógio d'Água, 1996.
- O céu de Sacadura: tragicomédia ambígua. Lisboa: Cotovia, 1998.
- Arte da conversação, seguido de Vanessa vai à luta. Lisboa: Cotovia, 1999.
- A Vida em Vénus. Lisboa: Culturgest, 2008.

### Ópera
- O Corvo Branco (White Raven), autora do libreto da ópera composta em 1991 por Philip Glass e encenada por Robert Wilson, por encomenda de António Mega Ferreira, da Comissão para a Comemoração dos Descobrimentos Portugueses, estreada no Teatro Camões, em Lisboa, a 26 de Setembro de 1998.

### Não-ficção
- Da Costa, praias e montes da Caparica. Lisboa: Fundação Francisco Manuel dos Santos, 2018.